# عايدة (فلم مغربي)
عايدة هو فيلم دراما مغربي صدر سنة 2015، من إخراج إدريس المريني، وتأليف عبد الإله الحمدوشي، وبطولة كل من نفيسة بنشهيدة، ولطيفة أحرار، وماجدولين الإدريسي، وإدريس الروخ.
اختير الفيلم لتمثيل المغرب في جائزة الأوسكار لأفضل فيلم بلغة أجنبية بالنسخة 88 من الحفل.

## القصة
الفيلم يحكي قصة عايدة كوهن، يهودية مغربية، تدرس الموسيقى في باريس، يلتهم جسمها ورم خبيث، وعند الشعور بمصيرها المحكوم عليه، قررت العودة إلى المغرب، بلدها الأصل، بحثا عن الذكريات والمتع الصغيرة التي طبعت طفولتها.

## روابط خارجية
- عايدة على موقع IMDb (الإنجليزية)
- عايدة على موقع ألو سيني (الفرنسية)
- عايدة على موقع فيلمافينيتي (الإسبانية)
- عايدة على موقع قاعدة بيانات الفيلم (الإنجليزية)
- عايدة على موقع ليتربوكسد (الإنجليزية)
- عايدة على موقع كينوبويسك (الروسية)
- « عايدة » تشويقة الفيلم على يوتيوب